# Любарская, Ирина Юрьевна
Ири́на Юрьевна Люба́рская (до 1994 года — Моро́зова; род. 23 сентября 1958 года, Москва) — советский и российский кинокритик.

## Биография
В 1982 году окончила филологический факультет МГУ.
Специализация: кинокритика и музыка в кино. На протяжении всего времени работы особое внимание уделяла сложному авторскому кино и особому отношению к звуку. В частности, в разных журналах и энциклопедиях известны пространные интервью и статьи Ирины Любарской о творчестве и личности таких особых композиторов, как Леонид Десятников и Юрий Ханон.

## Общественная позиция
В марте 2014 г. подписала письмо «Мы с Вами!» КиноСоюза в поддержку Украины.

### Работала
- программным редактором на Центральном телевидении[8],
- рекламным редактором в издательстве «Союзтеатр»[8],
- старшим редактором отдела искусства журнала «Столица»[8],
- заведующей отделом моды журнала «Стас»[8],
- заместителем заведующего отделом искусства «Общей газеты»[8],
- ответственным редактором журнала «Premiere»[8].

### Публиковалась
Публиковалась в журналах и газетах:
- «Искусство кино»[8],
- «Сеанс»[8],
- «Новый мир»[8],
- «Московские новости»[8],
- «Коммерсантъ-daily»[8],
- «Независимая газета»[8],
- «Общая газета» и др[8].